# Igrzyska Ameryki Środkowej i Karaibów 1959
Igrzyska Ameryki Środkowej i Karaibów 1959 – ósme igrzyska Ameryki Środkowej i Karaibów, multidyscyplinarne zawody sportowe dla krajów znajdujących się w Ameryce Środkowej i na Karaibach, które odbyły się w mieście Caracas w dniach 6–15 stycznia 1959 roku.

## Informacje ogólne
Igrzyska pierwotnie zaplanowane zostały na pierwszą połowę grudnia 1958 roku, jednak z uwagi na wybory w Wenezueli zostały one przesunięte o jeden miesiąc, ponownie zaburzając czteroletni cykl. Do zawodów ponownie przystąpiło dwanaście krajów, jednak liczba sportowców była najmniejsza od edycji z 1938 – łącznie wzięło w nich udział 952 zawodników i 198 zawodniczek. Zmniejszeniu uległa także liczba konkurencji i dyscyplin – odpowiednio do 17 i 119, a z programu igrzysk wypadły kręgle i golf.
W zawodach po raz pierwszy wystąpili zawodnicy z Gujany, zabrakło natomiast Kubańczyków z uwagi na rewolucję w tym kraju.

## Dyscypliny
- Baseball  (szczegóły)
- Boks  (szczegóły)
- Gimnastyka sportowa  (szczegóły)
- Jeździectwo  (szczegóły)
- Kolarstwo torowe  (szczegóły)
- Koszykówka  (szczegóły)
- Lekkoatletyka  (szczegóły)
- Piłka nożna  (szczegóły)
- Piłka wodna  (szczegóły)
- Pływanie  (szczegóły)
- Podnoszenie ciężarów  (szczegóły)
- Siatkówka (halowa)  (szczegóły)
- Skoki do wody  (szczegóły)
- Strzelectwo  (szczegóły)
- Szermierka  (szczegóły)
- Tenis ziemny  (szczegóły)
- Zapasy  (szczegóły)

## Tabela medalowa
Źródło.
| Lp. | Państwo             | Złoto | Srebro | Brąz | Razem |
| --- | ------------------- | ----- | ------ | ---- | ----- |
| 1   | Meksyk              | 53    | 37     | 42   | 132   |
| 2   | Wenezuela           | 35    | 31     | 34   | 100   |
| 3   | Portoryko           | 9     | 19     | 8    | 36    |
| 4   | Panama              | 7     | 6      | 11   | 24    |
| 5   | Kolumbia            | 6     | 10     | 4    | 20    |
| 6   | Antyle Holenderskie | 4     | 5      | 3    | 12    |
| 7   | Gujana              | 2     | 1      | 1    | 4     |
| 8   | Gwatemala           | 1     | 5      | 7    | 13    |
| 9   | Salwador            | 1     | 3      | 5    | 9     |
| 10  | Jamajka             | 1     | 2      | 1    | 4     |
| 11  | Nikaragua           | 0     | 0      | 2    | 2     |
| 12  | Kostaryka           | 0     | 0      | 1    | 1     |